# Erythrotriorchis
Erythrotriorchis – rodzaj ptaków z podrodziny jastrzębi (Accipitrinae) w rodzinie  jastrzębiowatych (Accipitridae).

## Zasięg występowania
Rodzaj obejmuje gatunki występujące na Nowej Gwinei i w Australii.

## Morfologia
Długość ciała 43–61 cm, rozpiętość skrzydeł 85–136 cm; masa ciała samic 1110–1370 g, samców 575–640 g.

## Systematyka

### Etymologia
Erythrotriorchis: gr. ερυθρος eruthros „czerwony”; τριορχης triorkhēs „myszołów”, od τρεις treis, τρια tria „trzy”; ορχις orkhis „jądro”.

### Podział systematyczny
Do rodzaju należą następujące gatunki:
- Erythrotriorchis buergersi (Reichenow, 1914) – rdzawostrząb ciemnoskrzydły
- Erythrotriorchis radiatus Latham, 1801 – rdzawostrząb jasnoskrzydły